# Barovka
Barovka je potok tekoucí v okrese Havlíčkův Brod v Kraji Vysočina. Je to pravostranný přítok řeky Doubravy. Délka toku činí 6,1 km. Plocha povodí měří 10,5 km².

## Průběh toku
Barovka pramení v Železných horách mezi Chloumkem, Křemenicí a Barovicemi v nadmořské výšce okolo 620 m. Po celé své délce teče převážně jihozápadním směrem. Na horním toku protéká lesem, po jehož opuštění zhruba na 4 říčním kilometru teče při západním okraji vesničky Lhůta a o zhruba 2 kilometry níže po proudu při jihovýchodním okraji Suché (Lány). Vlévá se západně od Libice nad Doubravou do řeky Doubravy na jejím 61,2 říčním kilometru v nadmořské výšce okolo 405 m.

### Větší přítoky
Největším přítokem Barovky je bezejmenný potok ústící zleva na 2,0 říčním kilometru při jižním okraji Suché. Délka jeho toku činí 2,2 km.